# ألكسندر بيلـؤوسوف
ألكسندر بيلـؤوسوف هو لاعب كرة قدم مولدوفي في مركز الدفاع، ولد في 14 مايو 1998. لعب مع نادي شريف تيراسبول.

## وصلات خارجية
- ألكسندر بيلـؤوسوف على موقع الاتحاد الدولي (مؤرشف)  (الإنجليزية)
- ألكسندر بيلـؤوسوف على موقع الاتحاد الأوربي (الإنجليزية)
- ألكسندر بيلـؤوسوف على موقع قاعدة بيانات كرة القدم.إي يو (الإنجليزية)
- ألكسندر بيلـؤوسوف على موقع ناشيونال فوتبول تيمز (الإنجليزية)
- ألكسندر بيلـؤوسوف على موقع Soccerway.com (الإنجليزية)
- ألكسندر بيلـؤوسوف على موقع عالم كرة القدم.نت (الإنجليزية)